# غويندولين ونايت
غويندولين ونايت (بالإنجليزية: Gwendolyn Knight)‏ هي نحّاتة أمريكية، ولدت في 26 مايو 1913 في بريدج تاون في باربادوس، وتوفيت في 18 فبراير 2005 في سياتل في الولايات المتحدة.